# Bjerregrav Mose
Bjerregrav Mose er et  stort eng- og moseområde med et areal på omkring  10 km², beliggende ca 8 km nordvest for Randers, nord for Fussing Sø og syd for Fårup, i Randers Kommune. Området der er delt mellem mange lodsejere består både af  dyrkede arealer, enge, krat og vandfyldte mosehuller fra den omfattende tørvegravning under anden verdenskrig.  Skals Å løber gennem mosen der også har forbindelse med Nørreåen i et vandskel ved Vejlebæk, sydvest for  Fussingø. Kousted Å løber i den nordøstlige del af området, og løber sammen med Skals Å.
Store dele af mosen er dækket med pilekrat og tagrør, og er hjemsted for mange fugle, bl.a.  nattergale og andre sangfugle. Man kan også møde store flokke af gæs, ænder, måger og terner. Der er også en koloni med fiskehejre . Fiskeørn og isfugle er set ligesom man kan høre  rørdrummen pauke  i området.

## Natura 2000
Bjerregrav Mose er en del af Natura 2000-område nr. 30 Lovns Bredning, Hjarbæk Fjord og Skals Ådal, og rummer blandt andet naturtyperne hængesæk og store partier med skovbevokset tørvemose. 

## Eksterne kilder og henvisninger
- Om Bjerregrav Mose Arkiveret 17. januar 2014 hos  Wayback Machine på dn.dk
- Ekskursionsbeskrivelse på dofbasen.dk

|  | Denne artikel om lokaliteten Bjerregrav Mose kan blive bedre, hvis der indsættes et (bedre) billede. Du kan hjælpe ved at afsøge Wikimedia Commons for et passende billede eller lægge et op på Wikimedia Commons med en af de tilladte licenser og indsætte det i artiklen. |

56°30′28.44″N 9°53′47.53″Ø / 56.5079000°N 9.8965361°Ø